# Amerikai pite 7. – A szerelem Bibliája
Az Amerikai pite 7. – A szerelem Bibliája (alternatív magyar címén: Amerikai pite 7: A Szerelem Könyve) (American Pie Presents: The Book of Love) egy 2009-es amerikai szexkomédia, az Amerikai pite filmek hetedik epizódja, egyben a negyedik a spin-off filmek között. A cselekmény ezúttal nem folytatja egyik előző filmet sem, középpontjában az első mozifilmben látott Szerelem Bibliája áll.

## Cselekmény
A középiskolás Rob Shearson egy szendviccsel készül maszturbálni, melyet a kutyája közben meg akar enni. Öccse, Cody videóra veszi az incidenst és feltölti a YouTube-ra. A kínos helyzetbe került fiú az iskolában találkozik két szintén szűz barátjával, Marshall "Lube"-bal és Nathannel. Nathan barátnője, Dana házasságáig szüzességi fogadalmat tett, annak ellenére, hogy már több fiúval lefeküdt. Osztálytársuk, Stifler azzal fenyegetőzik, hogy bepróbálkozik Heidi-nél, akibe Rob szerelmes. Lube az iskolai pomponcsapat egyik tagjáról, Ashleyről ábrándozik. Rob és Heidi később találkoznak az iskolai könyvtárban, ahol Heidi bevallja: még szűz, de szeretne minél előbb túlesni a dolgon. 
Később az iskolai bálon Nathan megsérti Danát, amikor csak azért elégíti ki orálisan lányt, mert cserébe szexet várna el. Rob döbbenten fedezi fel, hogy Heidi, akinek meg akarta vallani az érzéseit, az iskolai könyvtárban készül lefeküdni egy másik sráccal. Figyelmetlenségében elejt egy fáklyát, ami beindítja a tűzjelzőt, a locsolóberendezés pedig eláztatja a könyveket.
Másnap, miközben Heidivel a könyvtárat takarítják, Rob az egyik polc alatt megtalálják a Szerelem Bibliája névre hallgató titkos szex kézikönyvet, amelyet az iskola diákjai bővítettek negyven éven át és most teljesen elázott. Rob kipróbál egy benne olvasható trükköt Ashleyvel egy fehérneműboltban: a próbálkozás balul üt ki, amikor a lány egy melltartót akar ellopatni vele, de tetten érik és Robnak ki kell fizetnie az anyja hitelkártyájával. Mikor az anyja emiatt kérdőre vonja, Rob szarkasztikusan annyit mond, szeret női fehérneműt hordani – az öccse ezt is felveszi videóra és nyilvánosan megosztja az interneten. Nathan eközben véletlenül bejátssza a templomi gyülekezetnek a közte és Dana között lefolytatott pikáns magánbeszélgetést, amelyen mindenki megbotránkozik, Dana apja pedig eltiltja a lányát Nathantől.
Egy iskolai kosárlabdameccsen Katie megpróbál közel kerülni Stiflerhez, aki elutasítja őt, Rob pedig továbbra is képtelen elmondani az érzéseit Heidinek. Rob és barátai a Biblia következő lapját elolvasva elmennek egy kanadai bordélyházba, ahol állítólag egy nagyon tapasztalt prostituált, Monique dolgozik. A könyv bejegyzése 1975-ről szól, de Lube véletlenül 1995-nek olvasta a dátumot. Megdöbbenve és undorodva látják, hogy Monique egy idős nő, aki később szívrohamot kap és meghal, miközben orálisan kielégíti Robot, így a fiúknak menekülniük kell.
Rob végre bevallja Heidinek, mit érez iránta. A lány viszonozza ezt és megbeszélik, hogy Stifler partiján találkoznak. Heidi a bulin megbántódik, mikor meghallja, hogy Rob harsányan dicsekszik barátainak: aznap éjjel szexelni fog. Stifler másodszor is visszautasítja Katie-t. Lube szexuális ajánlatot tesz Ashleynek, de a lány kedvesen visszautasítja őt. Ashley barátnőjének imponál a fiú őszintesége és lefeküdne vele, ám véletlenül meglát egy sértő SMS-t a telefonján, ezért faképnél hagyja. Nathan békülni akar Danával, mégis ismét megbántja őt. A buliban Rob rányit az ágyban fekvő Heidire és Stiflerre, ezért csalódottan leissza magát. Meggyőződésében, hogy csak a "seggfejek" jutnak nőhöz, bunkó módon kezd el viselkedni egy vadidegen lánnyal, aki szobára is megy vele – de aztán Robnak bűntudata támad, részegen lehányja a lány hátát és másnap azzal kell szembesülnie, hogy az anyja is látta az erről készült videót.
Rob és barátai elhatározzák, újraírják a Szerelem Bibliáját és ehhez megkeresik az összes korábbi szerzőjét, beleértve a könyv megalkotóját, Noah Levensteint. Egy iskolai sítúrán Katie legyőzi Stiflert vetkőzős pókerben és fogadásuk értelmében pucéran kiküldi a hidegbe. Mint kiderül, Stifler vette el korábban a lány szüzességét, de utána nem törődött vele. Stiflert megtámadja és megerőszakolja egy jávorszarvas. Ezután egy Imogen nevű lány vigasztalja őt és életében először Stifler érzelmileg is kapcsolódni tud egy nőhöz. Nathan végül szexel Danával a sífelvonó gépházában, amit eközben véletlenül lekapcsolnak. A felvonó foglyaivá vált Rob és Heidi kibékülnek és megcsókolják egymást. Lube kizuhan a kabinból, a segítségére siető Ashley meghatódva hallja, ahogy a fiú őszintén beszél iránta érzett érzéseiről. A szállásukra visszatérve mind a két páros szeretkezik.
Rob, Nathan és Lube visszateszik a helyére a kijavított Szerelem Bibliáját, amibe Rob is beleírja a nevét. A film végén öccsén is bosszút áll: közzétesz róla egy filmet a neten, amelyen egy porszívóval próbál maszturbálni, de a pénisze beszorul a csőbe.

## Szereplők
| Szereplő          | Színész             | Magyar hang        |
| ----------------- | ------------------- | ------------------ |
| Rob Shearson      | Bug Hall            | Markovics Tamás    |
| Marshall Lubetsky | Brandon Hardesty    | Szvetlov Balázs    |
| Nathan Jenkyll    | Kevin M. Horton     | Pálmai Szabolcs    |
| Heidi             | Beth Behrs          | Solecki Janka      |
| Dana              | Melanie Papalia     | Bogdányi Titanilla |
| Ashley Lawrence   | Jennifer Holland    | Vadász Bea         |
| Scott Stifler     | John Patrick Jordan | Hamvas Dániel      |
| Imogen            | Louisa Lytton       | Molnár Ilona       |
| Pap               | Sherman Hemsley     | Várday Zoltán      |
| Pete O'Donnell    | Curtis Armstrong    | Imre István        |
| Madeline Shearson | Rosanna Arquette    | Spilák Klára       |
| Noah Levenstein   | Eugene Levy         | Rosta Sándor       |

## Fordítás
- Ez a szócikk részben vagy egészben  az   American Pie Presents: The Book of Love című angol Wikipédia-szócikk ezen változatának fordításán alapul.  Az eredeti cikk szerkesztőit annak laptörténete sorolja fel. Ez a jelzés csupán a megfogalmazás eredetét és a szerzői jogokat jelzi, nem szolgál a cikkben szereplő információk forrásmegjelöléseként.